# 木島櫻谷
木島 櫻谷（このしま おうこく、正字体:櫻谷、桜谷とも。明治10年（1877年）3月6日 - 昭和13年（1938年）11月3日）は、明治から昭和初期にかけて活動した、四条派の日本画家。本名は木島文治郎。字は文質。別号に龍池草堂主人、聾廬迂人。
四条派の伝統を受け継いだ技巧的な写生力と情趣ある画風で、「大正の呉春」「最後の四条派」と称された。

## 経歴

### 生い立ち
京都市三条室町東入御倉町で、木島周吉（二代）の子として、一女三男兄弟の次男として生まれる。曽祖父の木島元常は、狩野派の絵師・吉田元陳の弟子で、京都在住絵師の多くが参加した寛政期の内裏造営障壁画制作にも名を連ねている。祖父・周吉の代から内裏に高級調度を納入する「有識舎」という店を興し、父もその店を継いでいた。父は絵や和歌、茶の湯に造詣が深く、木島家には彼を慕った芸術家や知識人の来訪が絶えなかったという。その中には陶工の永樂保全や篆刻家・茶人の山本竹雲、そして岸派の絵師・岸竹堂がいた。周吉と竹堂は、岸岱のもとで共に画を学んだ仲で、木島家には竹堂の作品が少なからずあったようだ。

### 景年塾時代
地元の明倫尋常小学校へ入学。同級に久保田金僊や森本東閣（幸野楳嶺の子）、洋画家になる芝千秋がいた。下京区高等小学校を経て、京都府立商業学校予科へ進むが、簿記や算術に興味を持てず中途退学する。明治25年（1892年）12月、同年亡くなった父の知己で、当時の京都画壇における大家であった今尾景年に弟子入りする。景年は「桜谷」の号を与え、父を早く亡くした桜谷の父親的存在だった。また同じ頃、儒医・本草学者・写生画家だった山本渓愚に儒学、本草学、経文漢学を学ぶ。元来、文学少年だった桜谷は「論語読みの桜谷さん」とあだ名されるほどの愛読家となり、昼は絵画制作、夜は漢籍読書の生活を送る。入門翌年に早くも第三回青年絵画共進会に『芙蓉小禽図』を出品して褒詞を受け、同第四回展にも『春野郊歩図』で三等褒状となるなど、景年塾を代表する画家として成長していく。

### 文展の寵児
明治30年（1897年）に景年塾を卒業、展覧会への出品画増えていく。四条・円山派の流れを汲んだ写生を基本とし、初期は動物画を得意とし、一気呵成な筆さばきで大作を次々とこなしていった。明治32年（1899年）に全国絵画共進会に出品した『瓜生兄弟』は宮内省買い上げとなり、桜谷の出世作となった。明治36年（1903年）の第5回内国勧業博覧会出品作『揺落』も天皇買い上げの栄誉に浴す。画題も花鳥画、山水画、歴史人物画へと広がっていく。文展では明治40年（1907年）の第1回から第6回まで、二等賞4回・三等賞2回と連続受賞し（この頃の文展では一等賞は空席）、早熟の天才という印象を与えた。その理由として、桜谷自身の画才の他に、その作風が展覧会の時代にうまく適合していたからとも考えられる。各種展覧会が西洋建築による大空間で頻繁に開かれるようになると、多くの観者が一度に見られる画面の要求が高まった。更に文展になると、応募作に大きさの制限はなかったため、画家たちは出来るだけ大きな画面で制作する必要を感じ、伝統的な屏風絵に注目する。そうした中で桜谷は、左右を対として描かれることが多い屏風絵を、連続する一つの絵画空間として捉え直し、幅広な横長の画面を動勢感のある充実した構図によってパノラマミックに描き出した。後述するように、審査には激しい毀誉褒貶が付きまとったようだが、桜谷は黙して語らず、「耳が聞こえない」という意の別号「聾廬迂人」を用いるのもこの頃である。

### 大正以降
大正元年（1912年に）京都市立美術工芸学校（現：京都市立芸術大学）教授を委嘱され、大正2年には早くも文展の審査員に挙げられる。同年、京都市街北西の衣笠村に建設した邸宅に移り住む（後述）。竹内栖鳳と京都画壇の人気をわけ華々しく注目される作家となったが、それ以後は師景年の過剰なまでの推薦が反動となって画壇から嫌われ、熟達した筆技も過小評価されて再び台頭することはなかった。ただ、絵の依頼は引きも切らず、制作数も多かったようだ。
昭和に入ると平明な筆意の作風となり、帝展にも変わらず出品を重ねる。昭和8年（1933年）の第一四回帝展に『峡中の秋』を最後に衣笠村に隠棲する。祇園などに遊びに行かず、野人とあだ名されるほど粗末な服を着て、漢籍を愛し詩文に親しむ晴耕雨読の生活を送った。しかし、徐々に精神を病み、昭和13年11月3日、枚方近くで京阪電車に轢かれ非業の死を遂げた。享年62。墓所は等持院（非公開)。
弟子に、西村柳塢、今井松窓、榊原虹泉、熊谷雲裳、前川秋帆、由井漱泉、池田瑞月、池田翠雲、竹中椅堂、小林雨郊、野崎三湖、浜孤嘯などがいる。

## 櫻谷文庫

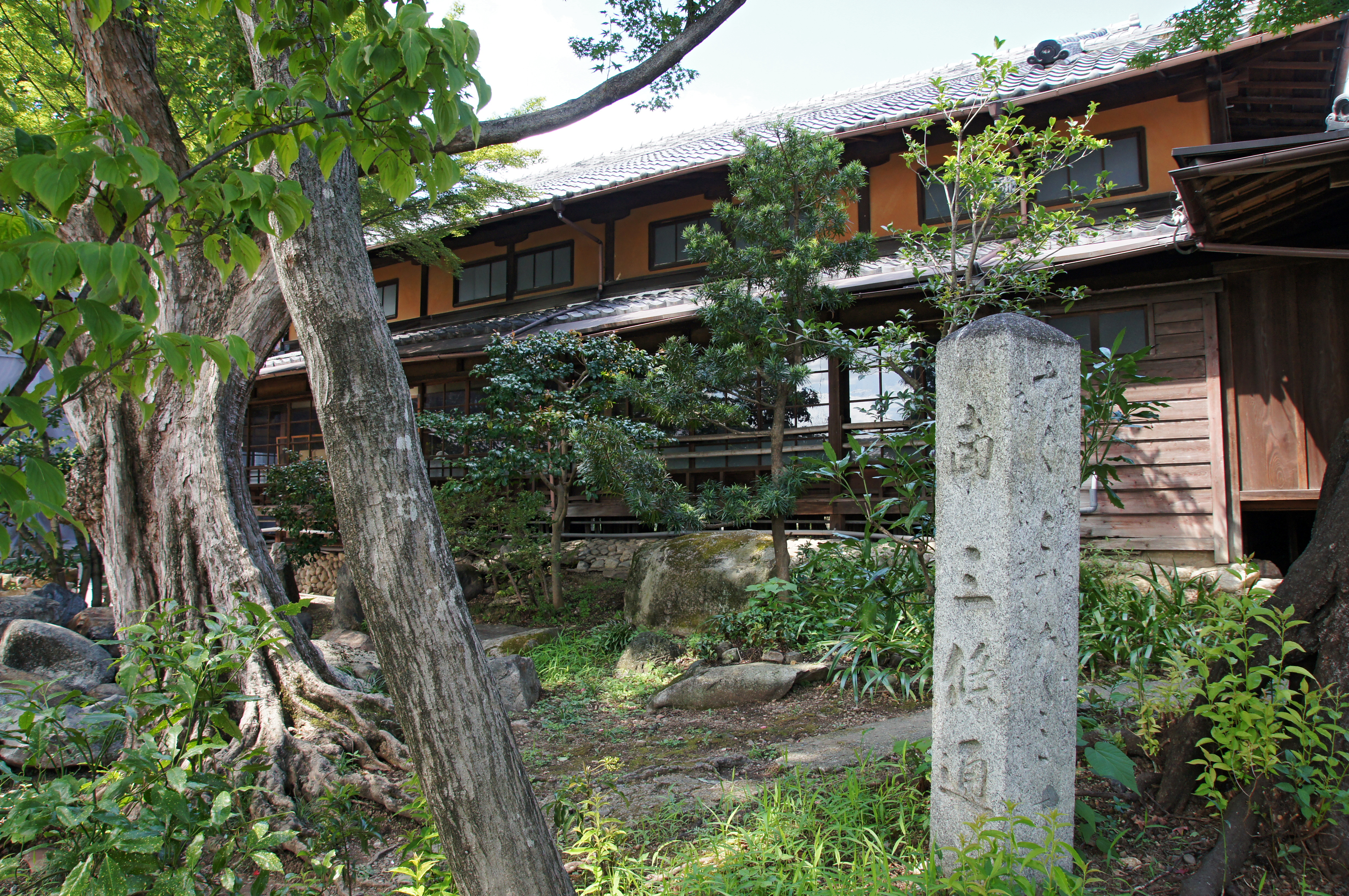
櫻谷文庫

京都市北区等持院東町の財団法人櫻谷文庫は、木島桜谷の遺作・習作やスケッチ帖、櫻谷の収集した絵画、書、漢学・典籍・儒学などの書籍1万点以上を収蔵している。それらの整理研究ならびに美術・芸術・文化振興のために、桜谷が逝去した2年後の昭和15年に設立された。櫻谷文庫の建物は、大正初期に建築された和館、洋館、画室の3棟から成り、いずれも国の登録有形文化財に登録されている。これらは桜谷が三条室町から当地に転居した際に建立されたもので、和館は住居に、和洋折衷の洋館は収蔵庫・展示及び商談室として、また80畳の畳敷き大アトリエの画室は制作室・画塾として使用されていた。桜谷は竹を好んだため、建築材として各所に使われている。この画室は外観から二階建てに見えるが、実際には平屋で、中心部には柱が一本もない。1951年から1976年までは京都府立図書館上京分館として使用され、現在は絵画教室などのため貸し出されている。
桜谷が居を構えたことが契機となって、当地には日本画家の転居が相次ぎ、「衣笠絵描き村」と呼ばれた。そうした画家には土田麦僊、金島桂華、山口華楊、村上華岳、菊池芳文、堂本印象、西村五雲、小野竹喬、宇田荻邨、福田平八郎、徳岡神泉らがいる。他にも、洋画家の黒田重太郎、映画監督の牧野省三も近くに住んでいた。

## 作風
桜谷の作品は、冴えた色感をもって静かに情景を表現してゆくのがその特徴となっている。その作品からは対象への深い洞察、細やかな愛情が感じられ、観る者に安らぎや心地よさを感じさせる清らかな画風と言える。桜谷の最も得意とする動物画にもこうした傾向が見て取れ、動物が叙情的に描かれ擬人化されたような親しみと暖かさが感じられる。しかし、現在では展覧会出品作ですら多くが所在不明である。櫻谷文庫には674冊ものスケッチブックが残り、桜谷が生涯写生を基本にした画家だと分かる。なお櫻谷文庫には、桜谷が使った顔料などの画材類が当時のままに残っている。明治時代に入ると画家たちは、旧来使われなった色材を積極的に使うようになるのは当時の資料や実作品から分かるのだが、その詳細は明らかになっていない。そうした中で櫻谷文庫の画材類は、当時の制作の現場を知る貴重な資料として研究が進められている。

## 代表作
- 寒月（京都市美術館） 絹本著色 六曲一双 167.0x372.0cm（各） 大正元年（1912年） 第6回文展2等賞第1席。

下弦の月に照らされた雪深い竹林。冷たく澄みきった風景に、一匹の狐が川辺の水を飲みに来たのか、周囲に気を配りながら一歩一歩雪に足を埋めて進む場面を描く。冴え渡る筆致によって描き出された静寂な空気と奥行ある背景、それを破る孤独な生命の対比が見る者に深い印象を与える。一見モノクロームのように見えるが、実物をよく見ると竹幹や木々には青、緑、茶などの色が塗られ月光に照らされた生命を浮かび上がらせる。当時の新聞インタビューに拠ると、前年12月中旬頃に鞍馬に遊びに行き、日暮れ近くに藪陰を通ると、小闇に残雪が浮かび上がり、その所々に獣の足跡があった。その瞬間寂寞の情感と、足跡は狐に違いないと直感した桜谷は、これを絵にしようと決意したという。
しかし、第六回文展に評論記事を連載した夏目漱石は、「木島櫻谷氏は去年沢山の鹿を並べて 二等賞を取った人である。あの鹿は色といい眼付といい、今思い出しても気持ち悪くなる鹿である。今年の「寒月」も不愉快な点に於いては決してあの鹿に劣るまいと思う。屏風に月と竹と夫から狐だかなんだかの動物が一匹いる。其月は寒いでしょうと云っている。竹は夜でしょうと云っている。所が動物はいえ昼間ですと答えている。兎に角屏風にするよりも写真屋の背景にした方が適当な絵である。」と酷評している。また、横山大観は後年この受賞について、審査員内で第2等賞内の席次を決める際、大観が安田靫彦の『夢殿』（東京国立博物館蔵）を第1席に推すと、景年が『寒月』を第1席にしないと審査員をやめると抗議し、その場で辞表を書いて提出したため、大観が妥協したと回想している。
漱石が辛い評価をした理由は不明だが、「写真屋の背景」という言い方から、留学時代に泰西の名画を多く見てきた漱石にとって、桜谷の絵は西洋絵画的写実を取り入れたことによって生じる日本画らしさの欠如や矛盾、わざとらしさが鼻についたのが理由とも考えられる。当時の漱石は、絵でも書でも作為や企みが感じられるものを嫌悪する性向があり、「寒月」のような技巧を重ねた作品は、漱石の好みとは合わなかったようだ。
しかし、明治30年代以降の日本画において、西洋絵画的な写実感の導入は重要な課題だった。先輩格にあたる竹内栖鳳が先鞭をつけ、桜谷の制作も同じ方向性の上に成り立っている。桜谷は『寒月』において、横山大観の《山路》（永青文庫蔵、前年の第5回文展出品作）の影響を受け、竹林の濃青色を描くのに高価な群青敢えて焼いて用いたり、当時新たに開発された荒い粒子をもった人造岩絵具を用い、巧みな付立て技法で明暗・濃淡に微妙に変化をつける事で、日本画でありながらザラザラとした物質感を感じさせる油絵のようなマティエール（絵肌）と、劇的なリアリティの表出に成功している。
| 作品名                 | 技法           | 形状・員数  | 寸法（縦x横cm）     | 所有者                       | 年代               | 出品展覧会                           | 落款・印章                      | 備考 |
| ---------------------- | -------------- | ----------- | ------------------- | ---------------------------- | ------------------ | ------------------------------------ | ------------------------------- | --- |
| 野猪図                 | 絹本著色       | 1幅         | 99.0x142.0          | 個人                         | 1900年（明治33年） | 第6回新古美術品展2等1席              |                                 | |
| 咆哮                   | 紙本著色       | 六曲一双    | 155x361.2（各）     | 石川県立美術館               | 1902年（明治35年） | 第8回新古美術品展2等1席              |                                 | |
| 猛鷲図                 | 絹本墨画著色   | 1幅         | 182.5x144.0         | 法人                         | 1903年（明治36年） |                                      | 款記「櫻谷寫」/「櫻谷」朱文円印 | 第5回内国勧業博覧会に千總が出品して二等賞を受賞した天鵞絨（ビロード）友禅《嵐ノ図》（三の丸尚蔵館蔵）の原画。染工は藤井喬秀で、協賛二等賞を得ている。 |
| 初夏・晩秋図           | 紙本著色       | 六曲一双    | 153.5x359.6（各）   | 京都府（京都文化博物館管理） | 1903年（明治36年） | 第3回今尾塾絵画展覧会                |                                 | |
| 猛鷲波濤図屏風         | 紙本金地墨画   | 六曲一双    | 165.8x372.0（各）   | 個人                         | 1903年（明治36年） |                                      |                                 | |
| 獅子虎図屏風           | 紙本著色       | 六曲一双    | 153.8x360.0（各）   | 個人                         | 1904年（明治37年） |                                      |                                 | |
| 熊鷲図屏風             | 紙本墨画著色   | 二曲一双    | 153.1x171.6（各）   | 個人                         | 明治時代           |                                      |                                 | |
| Old Boar in Snow       | 絹本著色       | 1幅         | 164.47x87           | ミネアポリス美術館           | 20世紀初め         |                                      |                                 | |
| 巡礼図屏風             | 紙本著色       | 六曲一双    | 153.0x357.6（各）   | 高野山清浄心院               | 明治30年代         |                                      |                                 | 5代目市田彌惣右衛門の遺言により、同未亡人が明治43年（1910年）8月に寄進。                                                                              |
| 田舎の秋               | 絹本著色       | 六曲一双    | 153.0x342.0（各）   | 華鴒大塚美術館               | 1907年（明治40年） | 第12回新古美術展2等3席               |                                 | |
| しぐれ                 | 紙本著色       | 六曲一双    | 151.0x357.0（各）   | 東京国立近代美術館           | 1907年（明治40年） | 第1回文展2等1席                      |                                 | |
| 和楽                   | 絹本著色       | 六曲一双    | 152.5x360.0（各）   | 京都市美術館                 | 1909年（明治42年） | 第3回文展3等賞                       |                                 | |
| 山水図屏風（万壑烟霧） | 紙本墨画金泥   | 六曲一双    | 169.4x551.6         | 法人                         | 1910年（明治43年） | 第15回新古美術品展3等1席             |                                 | |
| かりくら               | 絹本著色       | 2幅         | 250.0x173.8（各）   | 櫻谷文庫                     | 1910年（明治43年） | 第4回文展3等賞                       |                                 | |
| 若葉の山               | 絹本著色       | 六曲一双    | 166.4x372.0         | 個人（アメリカ合衆国）       | 1911年（明治44年） | 第5回文展2等                         |                                 | |
| 寒月                   | 絹本著色       | 六曲一双    | 167.0x372.0cm（各） | 京都市美術館                 | 1912年（大正元年） | 第6回文展2等賞第1席                  |                                 | 上述 |
| 駅路之春               | 絹本著色金銀泥 | 六曲一双    |                     | 福田美術館                   | 1913年（大正2年）  | 第7回文展                            |                                 | |
| 富士図屏風             | 紙本著色       | 六曲一双    |                     | 個人（京都文化博物館寄託）   | 大正時代           |                                      |                                 | |
| 月夜帰牧之図           | 絹本墨画       | 1幅         | 127..8x51.1         | 三の丸尚蔵館                 | 1914年（大正3年）  | 巽画会主催の第五回表装競技会三等銅賞 |                                 | 宮内省 |
| 震威八荒衝立           | 絹本著色       | 衝立1基両面 | 152.1x208.9（各）   | 泉屋博古館分館               | 1916年（大正5年）  |                                      |                                 | |
| 柳桜図                 | 絹本著色       | 六曲一双    | 179.0x363.2（各）   | 泉屋博古館                   | 1917年（大正6年）  |                                      |                                 | |
| 行路難                 | 絹本着色       | 二曲一双    | 170.0x185.0（各）   | 京都国立近代美術館           | 1922年（大正11年） | 第4回帝展                            |                                 | |
| 竹林白鶴図             | 絹本著色       | 六曲一双    | 178.8x361.2（各）   | 泉屋博古館分館               | 1923年（大正12年） |                                      |                                 | |
| たけがり               |                | 二曲一双    |                     | 海の見える杜美術館           | 1924年（大正13年） | 第5回帝展                            |                                 | |
| 遅日                   | 絹本墨画       | 双幅        |                     | 福田美術館                   | 1926年（大正15年） |                                      |                                 | |
| 婦女図屏風             |                |             |                     | 福田美術館                   |                    |                                      |                                 | |
| 郡芳図屏風             | 紙本著色       | 八曲二双    | 83.0x324.0（各）    | 個人                         | 大正時代           |                                      |                                 | 琳派風の作品 |
| 孔雀図                 | 絹本著色       | 1幅         | 155.5x71.1          | 京都府（京都文化博物館管理） | 大正時代           |                                      |                                 | |
| 春苑孔雀図             | 絹本著色       | 1幅         | 74.0x87.3           | 華鴒大塚美術館               | 大正時代           |                                      |                                 | |
| 幽渓秋色図             | 絹本著色       | 1幅         | 170.8x86.7          | 泉屋博古館分館               | 大正時代           |                                      |                                 | |
| 灰燼                   | 絹本著色       |             | 225.0x227.0         | 愛知県美術館                 | 1927年（昭和2年）  | 第8回帝展                            |                                 | |
| 孔雀                   | 絹本著色       | 1面         | 169.5x57.9          | 櫻谷文庫                     | 1929年（昭和4年）  | 巴里日本美術展覧会                   |                                 | |
| 獅子                   | 絹本著色       | 1幅         | 139.7x56.6          | 櫻谷文庫                     | 昭和時代           |                                      |                                 | |
| 望郷                   | 絹本著色       | 1幅         | 254.5x175.5         | 櫻谷文庫                     | 1930年（昭和5年）  | 第11回帝展                           |                                 | |
| 画三昧                 | 絹本著色       | 1幅         | 201.0x130.0         | 櫻谷文庫                     | 1931年（昭和6年）  | 第12回帝展                           |                                 | |
| 厩                     | 絹本著色       | 1面         | 71.2x87.3           | 櫻谷文庫                     | 1931年（昭和6年）  | トレド日本画展覧会                   |                                 | |
| 角とぐ鹿               | 絹本著色       | 1幅         | 201.0x130.5         | 京都市美術館                 | 1932年（昭和7年）  | 第13回帝展                           |                                 | |
| 峡中の秋               | 絹本著色       | 1幅         | 230.0x102.5         | 櫻谷文庫                     | 1933年（昭和8年）  | 第14回帝展                           |                                 | |
| Rain Clearing          | 絹本著色       |             | 129.9x70.5          | シアトル美術館               | 1930年初め         |                                      |                                 | |
| 朧月桜花               | 絹本墨画淡彩   | 1幅         | 121.8x48.4          | 東京国立博物館               | 昭和時代           |                                      |                                 | |
| 薄                     | 紙本著色       | 六曲一双    | 134.0x273.0（各）   | 京都市美術館                 |                    |                                      |                                 | |
| 新鵑                   | 絹本著色       | 1幅         | 140.0x50.3          | 西宮市大谷記念美術館         | 不詳               |                                      | 款記「桜谷」                    | |
| 孔雀                   | 絹本着色       | 1幅         | 127.4x35.6          | 松岡美術館                   |                    |                                      |                                 | |
| 春景山水               | 紙本墨画淡彩   | 二曲一隻    | 106.0x264.0         | 浜松市美術館                 |                    |                                      |                                 | |

## ギャラリー

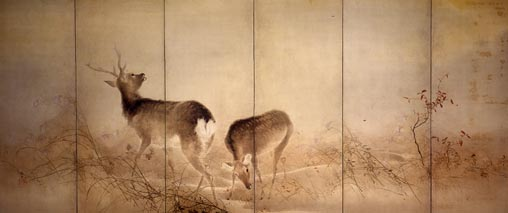
《しぐれ》左隻
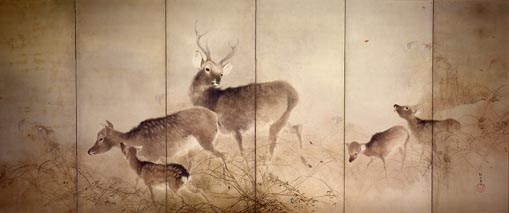
《しぐれ》右隻
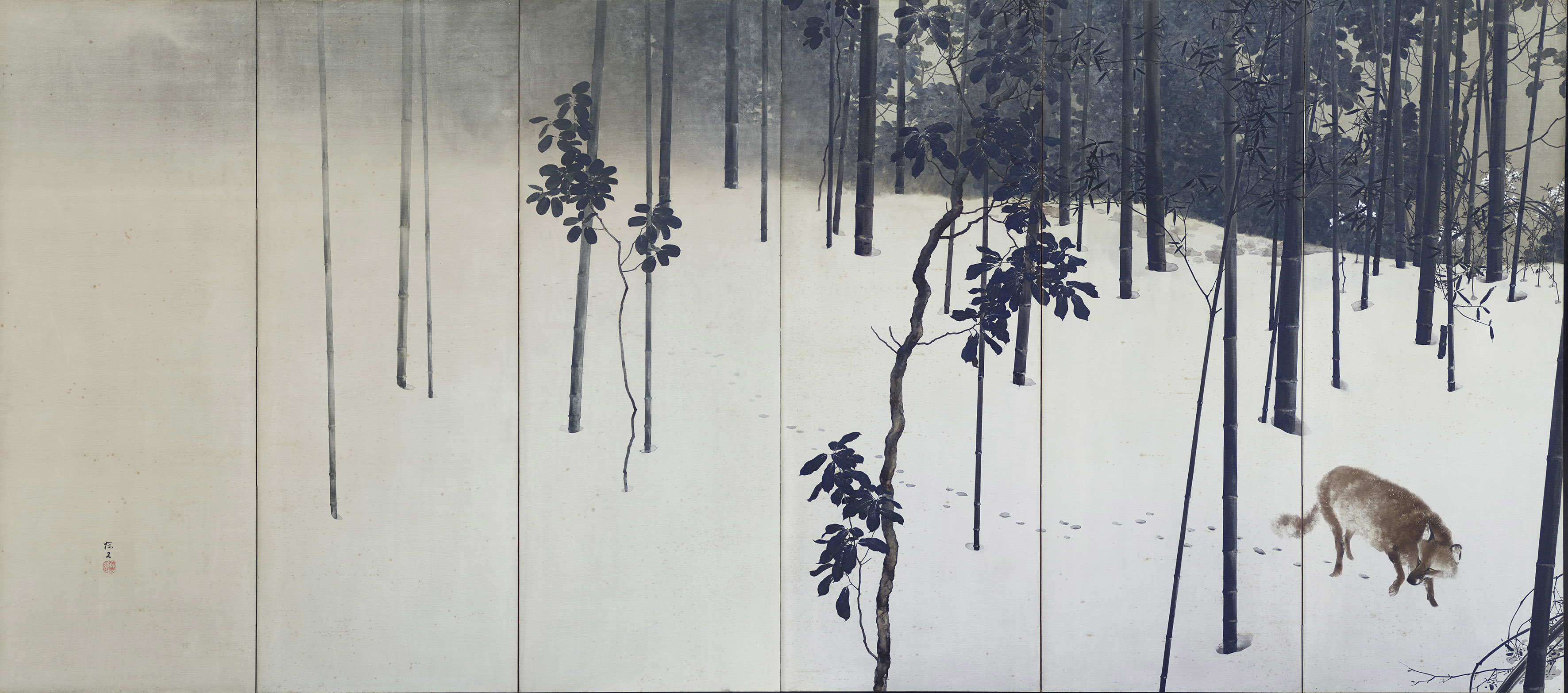
《寒月》左隻
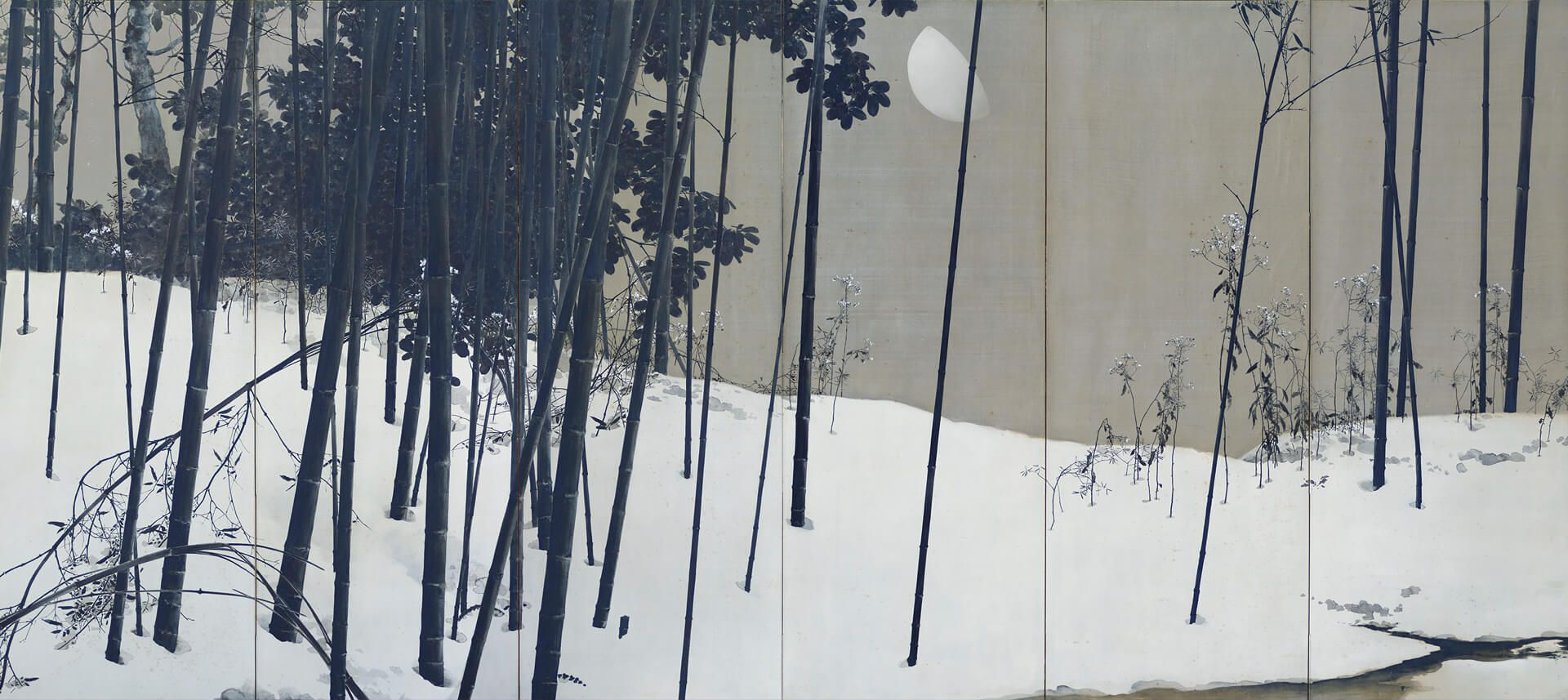
《寒月》右隻
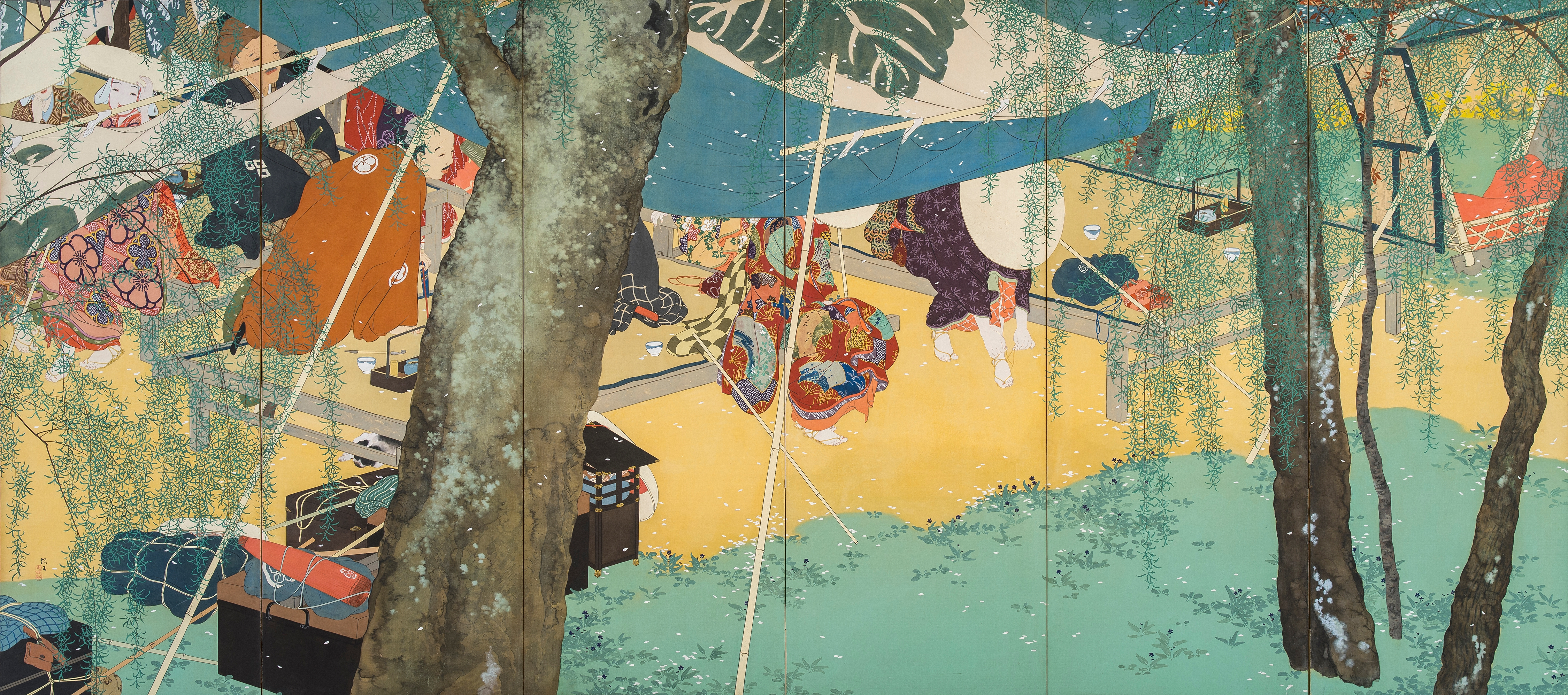
《駅路之春》左隻
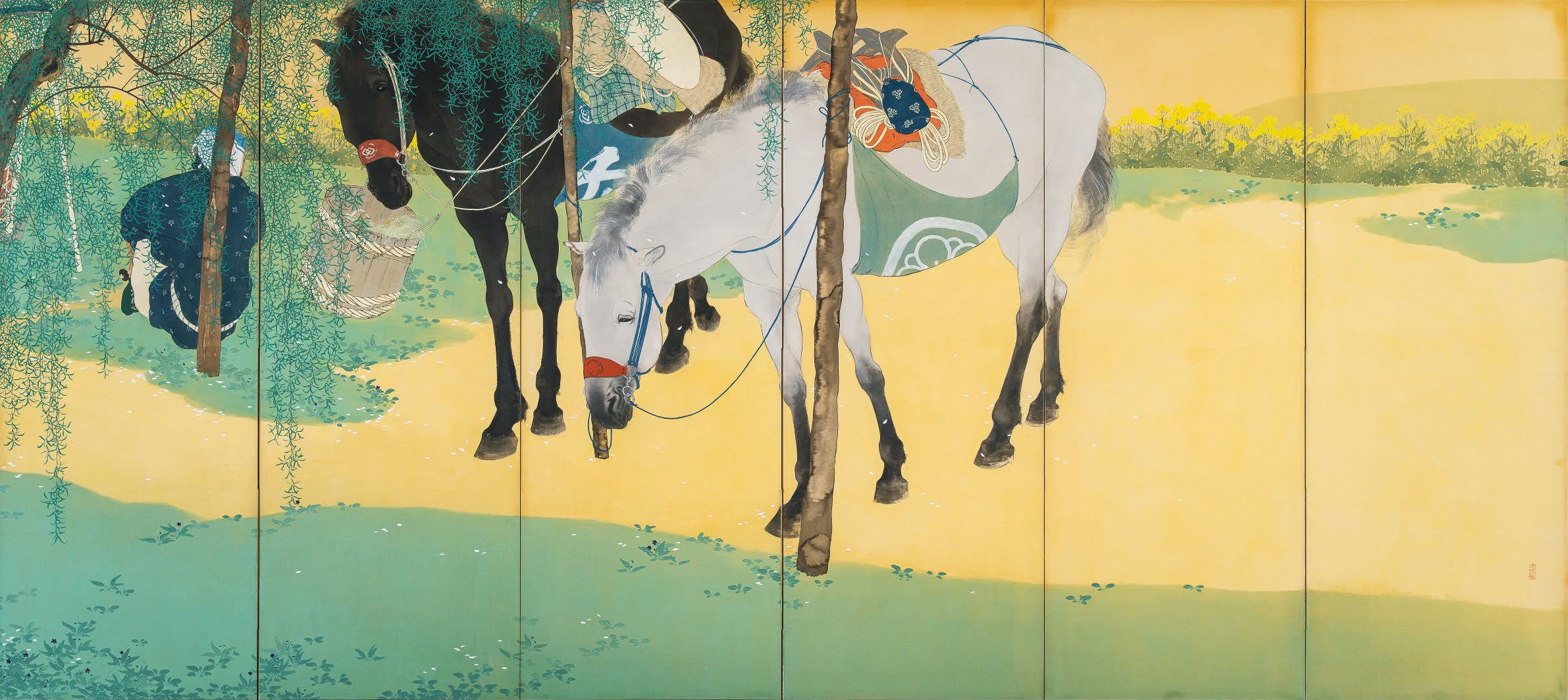
《駅路之春》右隻

## 略年譜
- 1877年（明治10年）3月 京都三条室町の商家に生まれる（本名は文治郎）。
- 1893年（明治26年） 今尾景年門下となる。傍ら山本渓愚に学ぶ。
- 1897年（明治30年） 第1回全国絵画共進会に『忠臣身を殺して主を救ふの図』出品。2等賞。
- 1898年（明治31年） 第4回新古美術品展に『熊鷹』出品。2等賞。
- 1899年（明治32年） 第5回新古美術品展に『走兎』出品。1等賞。
- 1900年（明治33年） 第6回新古美術品展（京都美術協会10年回顧展）に『野猪』出品。2等1席。
- 1901年（明治34年） 第7回新古美術品展に『剣の舞』出品。2等賞5席。
- 1902年（明治35年） 第8回新古美術品展に『咆哮』出品。2等賞1席。
- 1903年（明治36年） 第5回内国勧業博覧会に『揺落』出品。3等賞。
- 1904年（明治37年） 第9回新古美術品展に『桃花源』出品。2等賞1席。
- 1905年（明治38年） 木島櫻谷屏風展を御苑内元博覧会場で開催。
- 1906年（明治39年） 第11回新古美術品展に『奔馬』出品。
- 1907年（明治40年） 第1回文展に『しぐれ』出品。2等賞。
- 1908年（明治41年） 第2回文展に『勝乎敗乎』出品。2等賞。
- 1909年（明治42年） 第3回文展に『和楽』出品。3等賞。
- 1910年（明治43年） 第4回文展に『かりくら』出品。3等賞。
- 1911年（明治44年） 第5回文展に『若葉の山』出品。2等賞。
- 1912年（明治45年） 第6回文展に『寒月』出品。2等賞。
- 1913年（大正2年） 第7回文展の審査委員となり、『駅路之春』出品。
- 1914年（大正3年） 第8回文展に『涼意』出品。
- 1915年（大正4年） 大阪曽根崎演舞場貴賓室の絵画完成。
- 1916年（大正5年） 第10回文展に『港頭の夕』出品。
- 1917年（大正6年） 第11回文展に『孟宗藪』出品。
- 1918年（大正7年） 京都絵画専門学校（現・京都市芸術大学）教授となる。第12回文展に『暮雲』出品。
- 1920年（大正9年） 第2回帝展の審査委員となる。
- 1921年（大正10年） 第3回帝展の審査委員となり、『松籟』出品。
- 1922年（大正11年） 日仏交換展に『しぐれ』出品。第4回帝展の審査委員となり、『行路難』出品。

## 参考資料
- 櫻谷文庫編集・発行『木島櫻谷名画集』1941年
- 榊原吉郎編『近代の美術25 円山・四条派の流れ』至文堂、1974年
- 日本美術院百年史編集室編『日本美術院百年史 第一巻 上』日本美術院、1989年

展覧会図録
- 財団法人櫻谷文庫監修 京都市美術館・毎日新聞社編集『没後五十年 木島桜谷展』毎日新聞社、1987年
- 『景年・桜谷と河合文林』井原市立田中美術館、1994年
- 公益財団法人泉屋博古館編集・発行『【特別展】木島櫻谷 ─京都日本画の俊英』便利堂制作・印刷、2013年
- 公益財団法人泉屋博古館編集『生誕一四〇年記念 特別展 木島櫻谷―近代動物画の冒険』株式会社 Zeppライブ、2017年10月27日

論文
- 実方葉子「近代京都における日本画の学習と写生 ―木島櫻谷写生帖の調査から―」『鹿島美術研究（年報第33号別冊）』公益財団法人 鹿島美術財団、2016年11月15日、pp.458-469
- 川島周「木島櫻谷研究―人物と作品―」『哲学会誌』第四十一号（学習院大学哲学会、2017年5月）pp.117-138
- 植田彩芳子「木島櫻谷筆 猛鷲図」『国華』第1468号（2018年2月20日、ISBN 978-4-02-291468-2）pp.28-32
- 実方葉子「木島櫻谷の写生縮模帖―近代京都における日本画の学習と制作」並木誠士編『近代京都の美術工芸 ―制作・流通・鑑賞―』（思文閣出版、2019年3月29日、ISBN 978-4-7842-1938-4）pp.27-52